# Флаг Вышневолоцкого городского округа
Флаг Вышневолоцкого городского округа Тверской области Российской Федерации является символом общественно-исторического и административного статуса города Вышний Волочёк наряду с его гербом.
Флаг утверждён 16 ноября 1999 года как флаг муниципального образования «Город Вышний Волочёк» и внесён в Государственный геральдический регистр Российской Федерации с присвоением регистрационного номера 591.
В ходе муниципальной реформы 2006 года, муниципальное образование «Город Вышний Волочёк» было преобразовано в городской округ город Вышний Волочёк.
Законом Тверской области от 2 апреля 2019 года № 13-ЗО все муниципальные образования Вышневолоцкого района были объединены с городским округом город Вышний Волочёк в Вышневолоцкий городской округ.
Решением Думы Вышневолоцкого городского округа от 20 декабря 2019 года № 98 флаг города Вышний Волочёк, утверждённый решением Вышневолоцкой городской Думы от 16.11.1999 № 236, зарегистрированный в Геральдическом Совете при Президенте Российской Федерации, внесённый в Государственный геральдический регистр Российской Федерации под регистрационным номером 591 — было принято считать флагом Вышневолоцкого городского округа.

## Описание
«Флаг города Вышний Волочёк представляет собой прямоугольное интенсивно-голубое полотнище разделённое по горизонтали тремя волнистыми белыми полосами. Над центральной белой полосой изображена золотистая нагруженная барка носом от древка флага. Вдоль древка флага расположена вертикальная широкая белая полоса, занимающая четверть полотнища, в центре которой помещено изображение императорской короны. Пропорции полотнища 2:3».
«Прямоугольное интенсивно-голубое полотнище, в центре которого изображена золотистая нагруженная барка носом от древка флага. Вдоль древка флага расположена вертикальная полоса, занимающая четверть полотнища, в центре которой помещено изображение императорской короны, сопровождаемой сверху тремя, а снизу восемью чёрными хвостиками. Пропорции полотнища 2:3».

## Символика
В основу флага положен исторический герб города Вышний Волочёк, Высочайше утверждённый 2 (13) апреля 1772 года, описание которого гласит: «Серебряный щит с вершиною горностаевого меха, на которой изображена Императорская золотая корона, означающая милость и покровительство Ея Императорского Величества, в конце щита на голубом волнистом террасе, изображающем воду, видна лодка, нагруженная, натурального цвета, показующая проход судов близ сего селения».
Груженая барка символизирует Вышний Волочёк, как селение, которое, благодаря имеющимся шлюзам и большому проходу судов, пользу великую российской коммерции приносит.